# DXF
DXF는 미국 오토데스크 사의 오토캐드 와 다른 수많은 캐드(CAD) 소프트웨어들 간의 파일 교환을 위한 포맷이며, 캐드 데이터 상호 운용성을 위한 사실상(de facto) 표준이 되었다.
대한민국의 캐디안소프트가 개발한 캐디안(CADian)를 비롯하여 오픈소스 캐드인 큐캐드(Qcad)등 많은 캐드(CAD) 개발사들이 오토캐드(AutoCAD)와의 호환성을 유지하기 위하여 이 포맷을 지원하고 있다.

## 파일 구조[2]
- HEADER 섹션

도면에 대한 일반 정보를 포함한다. 이 섹션은 AutoCAD 데이터베이스의 버전 번호와 다양한 시스템 변수로 구성된다. 각 매개변수는 변수 이름과 연관된 값을 포함하고 있다.
- CLASSES 섹션

데이터베이스의 BLOCKS, ENTITIES 및 OBJECTS 섹션에서 인스턴스가 사용되는 응용프로그램 정의 클래스에 대한 정보를 보유하고 있다. 클래스 정의는 클래스 계층에 고정된다.
- TABLES 섹션

다음의 기호 테이블에 대한 정의를 포함한다.
APPID(응용프로그램 식별 테이블)
BLOCK_RECORD(블록 참조 테이블)
DIMSTYLE(치수 스타일 테이블)
LAYER(도면층 테이블)
LTYPE(선종류 테이블)
STYLE(텍스트 스타일 테이블)
UCS(사용자 좌표계 테이블)
VIEW(View table,테이블 보기)
VPORT(뷰포트 구성 테이블)
- BLOCKS 섹션

도면의 각 블록 참조를 구성하는 블록 정의 및 도면요소(entity- 점, 선, 면, 원, 텍스트 등 도면을 형성하는 각 그림 요소를 의미한다)를 포함한다.
- ENTITIES 섹션

블록 참조(삽입 도면요소)와 함께 도면의 그래픽 객체(도면요소)를 포함한다.
- OBJECTS 섹션

도면의 비그래픽 객체를 포함한다. 도면요소 또는 기호 테이블 레코드 또는 기호 테이블이 아닌 객체는 모두 이 섹션에 저장된다. OBJECTS 섹션에 표시되는 항목의 예로는 다중선 스타일 및 그룹이 포함된 라이브러리를 들 수 있다.
- THUMBNAILIMAGE 섹션

도면의 미리보기 이미지 데이터를 포함한다. 이 섹션은 선택 사항이다.
- END OF FILE

## 파일형식[3]
DXF는 오토데스크사의 오토캐드를 포함해서 CAD 프로그램들이 자사의 캐드파일을 가독성이 가능한 텍스트 파일(ASCII)로 변환하는 파일 포맷이다.
소스가 공개된 캐드 형식(파일 포맷)으로 되어 있어서 사실상 산업표준으로 널리 유용하게 사용되고 있다.
DXF 파일 형식
0 (헤더 섹션의 시작)
SECTION
2
HEADER
<헤더 변수 항목들 >
0
ENDSEC (헤더 섹션의 끝)
0 (테이블 섹션의 시작)
SECTION
2
TABLES
0
TABLE
2
VPORT
70
(viewport테이블 최대항목수)
<viewport 테이블 변수 항목들>
0
ENDTAB
0
TABLE
2
APPID, DIMSTYLE, LTYPE, LAYER, STYLE, UCS, VIEW, VPORT
70
(테이블 최대 항목수)
<테이블 항목들 >
0
ENDTAB
0
ENDSEC (테이블 섹션의 끝)
0 (블럭섹션의 시작)
SECTION
2
BLOCKS
<정의 도면요소들 >
0
ENDSEC (블럭섹션의 끝)
0 (엔티티섹션의 시작)
SECTION
2
ENTITIES
<도면 요소들 >
[예]그룹코드(Group code)
100 (하위클래스 마커)
AcDb2dPolyline (폴리라인)
38 (Z value)
30
10 (X value)
2345.78
20 (Y value)
5324.66

0
ENDSEC (엔티티섹션의 끝)
0
EOF (파일의 끝)

## 같이 보기
- 오토데스크
- 오토캐드
- 큐캐드(Qcad)
- 리브레 캐드
- LibreDWG